# Massimino (prefetto del pretorio)
Massimino (latino: Maximinus; fl. 540-543) è stato un politico e generale bizantino.

## Biografia
Fu membro del senato e vir illustris. Poco o nulla si sa sui suoi primi anni di carriera, ma fu probabilmente un civile fino al 542, anno in cui ebbe le prime esperienze di guerra .
All'inizio del 540 egli e Domnico vennero inviati dall'Imperatore d'Oriente Giustiniano dal re degli Ostrogoti Vitige per convincerlo a firmare un trattato di pace che stabiliva che l'Italia sarebbe stata spartita tra Romani (ormai Bizantini) e Goti . Essi prima mostrarono la lettera dell'Imperatore al generale Belisario, poi andarono a Ravenna (capitale del Regno Ostrogotico) dove convinsero Vitige
a firmare il trattato. Tuttavia Belisario decise di rifiutare di firmare il trattato di pace perché voleva riportare tutta l'Italia (e non solo una parte di essa) sotto la dominazione romana. Alla fine sia Massimino che Domnico vennero convinti da Belisario a conquistare tutta l'Italia e annientare definitivamente gli ostrogoti.
Nel 542 i Romani persero il controllo su molte zone dell'Italia a vantaggio dei Goti e Giustiniano rispose alla ripresa dei goti nominando Massimino Prefetto del Pretorio d'Italia; gli fu affidato il comando di tutto l'esercito. Salpò da Costantinopoli con un esercito composto essenzialmente da Armeni e Traci a cui si unirono alcuni Unni. Raggiunto l'Epiro però la spedizione ci mise parecchio tempo per raggiungere l'Italia: questo ritardo, secondo Procopio, sarebbe dovuto al fatto che Massimino, non avendo alcuna esperienza di guerra, avrebbe avuto paura di combattere.
Arrivato in Sicilia e insediatosi a Siracusa, sempre per la sua paura di combattere, da lì non si mosse per parecchio tempo; alla fine nell'inverno 542/543, cedendo alle minacce di Giustiniano, inviò il suo esercito in difesa di Napoli, assediata dai Goti, pur continuando a restare egli stesso a Siracusa. Nel seguito della sua opera Procopio non menziona più Massimino; il tentativo di salvare Napoli dai Goti fallì e Massimino venne presumibilmente licenziato da Giustiniano.